# Vápenný Podol
Vápenný Podol település Csehországban, a Chrudimi járásban. Vápenný Podol Bojanov, Seč, Prachovice, Kostelec u Heřmanova Městce, Morašice, Třemošnice és Úherčice településekkel határos. Lakosainak száma 293 fő (2024. január 1.).

## Népesség
A település lakosságának változását az alábbi diagram mutatja:
| Lakosok száma | 768  | 810  | 808  | 431  | 279  | 224  | 228  | 299  | 311  | 293  |
|               | 1869 | 1900 | 1921 | 1961 | 1980 | 2011 | 2016 | 2019 | 2021 | 2024 |